# Gordon P. Henriksen
Gordon Peter Henriksen (født 11. juli 1978) er en dansk lystfisker, radio- og tv-vært, journalist, foredragsholder og skribent der især er kendt som vært for radioprogrammet Fisketegn på Radio24syv og TV-programmerne Storrygeren på DR. Han medvirker i flere tv-programmer, bl.a. på DR2, DR Ultra og National Geographic Channel. Han blogger på sin side megalops.dk. Hans arbejde og formidlingområde er centreret omkring lystfiskeri, og de emner omringer sporten, f.eks. miljø, naturfredning, bæredygtighed og rekreation. Henriksen er fortaler for et bæredygtigt lystfiskeri hvor lystfiskeren og lystfiskeriet skal bevare sin respekt for fiskebestande og -lokaliteter, med henblik på at lystfiskeriet skal kunne bibeholde sine rekreationelle interesser nu og i fremtiden.

## Karriere
Henriksen har arbejdet som rejseleder på fiskerejseselskaber, og været journalist på fiskemagasinet Fisk og Fri. Han er tidligere projektleder og kommunikationsansvarlig for Fishing Zealand og er nu tilknyttet som specialkonsulent. Han er formand i Nationalparkrådet for Nationalpark Skjoldungernes Land og i bestyrelsen i Roskilde og Omegns Lystfiskerklub.
Henriksen har en BA i "Human Ecology" fra USA og er cand.comm fra RUC med speciale i miljøbiologi og kommunikation. 